# Probierofen

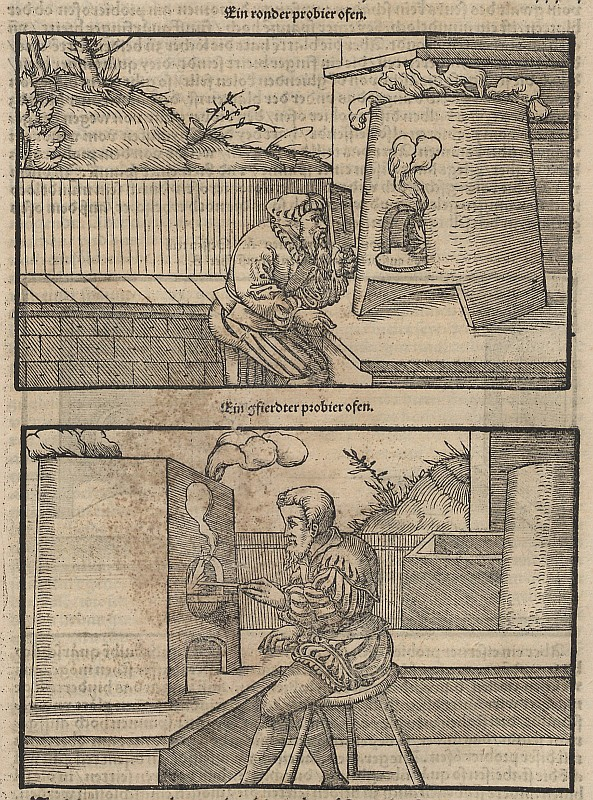
Probieröfen (oben ein runder, unten ein eckiger Probierofen)

Ein Probierofen ist ein Ofen, der bei der Probierkunst von den Probierern zum Einschmelzen und Vorbehandeln von Erzproben genutzt wurde. Die Probieröfen wurden aus verschiedenen Materialien wie gebrannten Steinen oder Blech gefertigt. Die Abmessungen und Aufteilung der Öfen wurden von den Probierern in ihren Probiererbüchern vermerkt.

## Aufbau

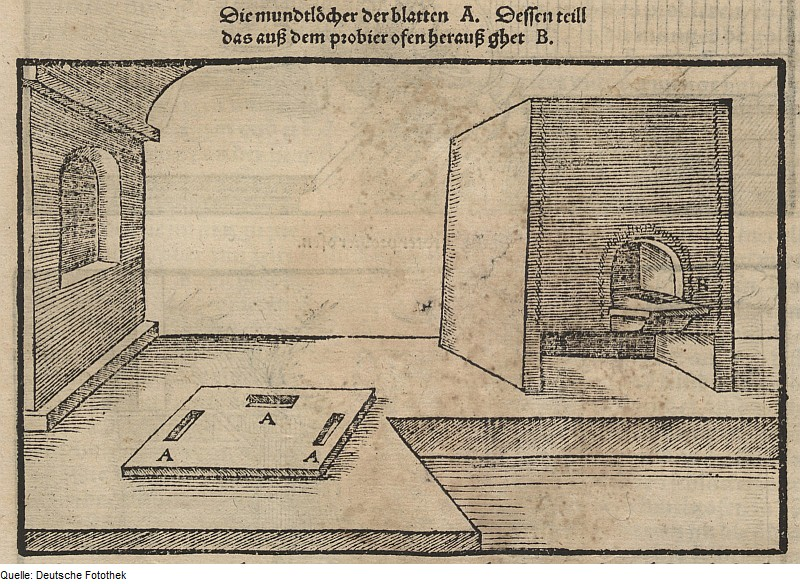
Probierofen nach Agricola

Die Probieröfen bestanden im Wesentlichen aus vier Hauptteilen, dies waren der Heizraum, der Feuerungsraum, der Arbeitsraum und der Glüh- oder Schmelzraum. Zur Konstruktion mussten feuerfeste Materialien verwendet werden. Agricola beschreibt in seinen Zwölf Büchern vom Berg- und Hüttenwesen einige grundlegende Aufbauten von Probieröfen. Von der Form waren diese Öfen entweder rund oder aber eckig. Als Baumaterialien wurde Ziegelmauerwerk, Ton oder Eisen verwendet. Ein gemauerter Ofen war eine Elle hoch, innen einen Fuß breit und etwas mehr als einen Fuß tief. Fünf Finger über der Feuerung war eine mit Lehm überzogene Eisenplatte angebracht. Über der Platte befand sich in der Vorderwand eine Öffnung, die fünf Finger breit und eine Hand hoch war. In der Platte befanden sich Schlitze, die der Ascheabfuhr und dem Luftzug dienten. Probieröfen aus Eisen bestanden aus vier 1,5 Fuß langen Eisenstäben, zwischen denen die Außenwände befestigt waren. In der Vorderwand war eine Öffnung, durch die das Probiergut eingebracht werden konnte. Probieröfen aus Ton waren etwa genauso groß wie Öfen aus Eisen. Sie wurden aus mehreren Tonplatten gefertigt. An den Seitenwänden und an der Rückwand befanden sich jeweils vier Öffnungen, die je drei Finger hoch und fünf Finger breit waren. Diese Öffnungen dienten der Luftzufuhr. In der Vorderwand befand sich eine Öffnung, die 1,5 Hand breit war. Diese Öffnung diente zum Einstellen der Probiergefäße (Kapellen) in den Ofen. Die Kapellen wurden auf eine geschlitzte Tonplatte gestellt. Diese Platte war zur Stabilität mit Eisendraht bewehrt. Das Schürloch des Ofens lag entweder auf der Vorderseite oder auf der Rückseite. Öfen mit dem Schürloch auf der Rückseite hatten den Vorteil, dass der Probierer nicht so stark der Hitze ausgesetzt war. Nachteilig bei dieser Konstruktion war, dass der Probierer die Ofentemperatur nicht so leicht einstellen konnte. Öfen aus Ziegelsteinen waren ortsfest, Öfen aus Eisen oder Ton waren beweglich aufgebaut. Die Öfen wurden entweder hoch oder tief aufgebaut.

## Arten und Anwendung

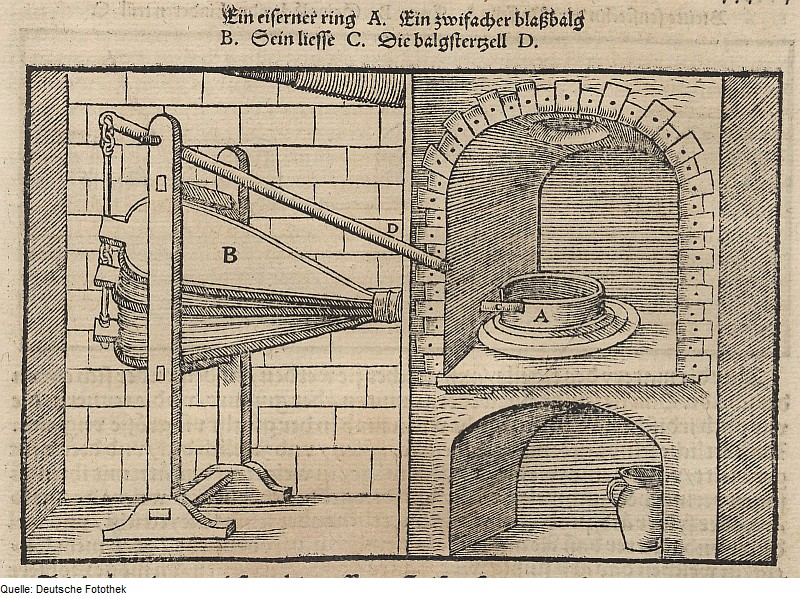
Probierofen mit Blasebalg

Es gab prinzipiell zwei Arten von Probieröfen, Windöfen und Gebläseöfen. In Windöfen wurde das Feuer durch den normalen Luftzug mit Luft versorgt, bei Gebläseöfen diente ein Blasebalg zur künstlichen Luftzufuhr. Beide Arten konnten nur maximal für drei bis vier Stunden betrieben werden, danach waren der Rost oder die Deupenöffnung so stark mit Schlacke verstopft, dass ein weiterer Betrieb nicht möglich war. Befeuert wurden die Öfen mit Holzkohle, mit Koks oder einer Mischung aus beiden Brennmaterialien. Beide Ofenarten waren vom Heizverhalten etwa gleichwertig. Windöfen hatten den Vorteil, dass kein zweiter Mann zur Bedienung des Blasebalgs benötigt wurde. Gebläseöfen waren für Spezialfälle vorteilhafter, wenn z. B. eine Probe besonders stark erhitzt werden musste. In den kleinen Probieröfen wurden die Proben auf kleinen Tiegelchen, sogenannten Probierscherben, erhitzt. Für größere Proben mussten sogenannte Muffeln verwendet werden, diese Probieröfen wurden Muffelofen genannt. Wenn die aufsteigenden Abgase sehr hohe Temperaturen hatten, konnten sie noch zum Betrieb eines weiteren Ofens benutzt werden. Die Abgase wurden dann über ein Abgasrohr, den sogenannten Fuchs, in den Brennraum des zweiten Ofen geleitet. In dem zweiten Ofen konnten allerdings nur Proben mit leichtflüssigen Metallen geschmolzen werden.

## Beispiele verschiedener Öfen
Auf der Basis der beiden Grundarten wurden unterschiedliche Probieröfen konstruiert und betrieben. Im Labor der Universität Clausthal gab es einen transportablen Münz- oder Feinprobenofen aus Eisenblech. Ein ebensolcher Ofen wurde in der Hannoverschen Münze verwendet. In der Pariser Münze wurden Probieröfen mit gegenüberliegenden Muffeln eingesetzt. In der Freiberger Hütte wurden anstelle der festgemauerten Probieröfen Steinkohlenmuffelöfen eingesetzt. Ein tragbarer Probierofen wurde von Aikin entwickelt. Dieser Ofen war ein Gebläseofen, in dem Graphittiegel verwendet wurden. Diese Tiegel konnten auch große Temperaturunterschiede unbeschadet überstehen.
Der Engländer David Mushet erfand einen Probierofen, der mit einer pyrometrischen Anzeige ausgestattet war. Die pyrometrische Anzeige bestand aus einer Stange, die der Hitze des Ofens direkt ausgesetzt war. Die Stange drückte gegen einen Hebel, an dem eine Spitze angebracht war. Diese Spitze bewegte sich je nach Temperatur entlang eines Gradbogens.